# St. Michael (Ober-Ingelheim)

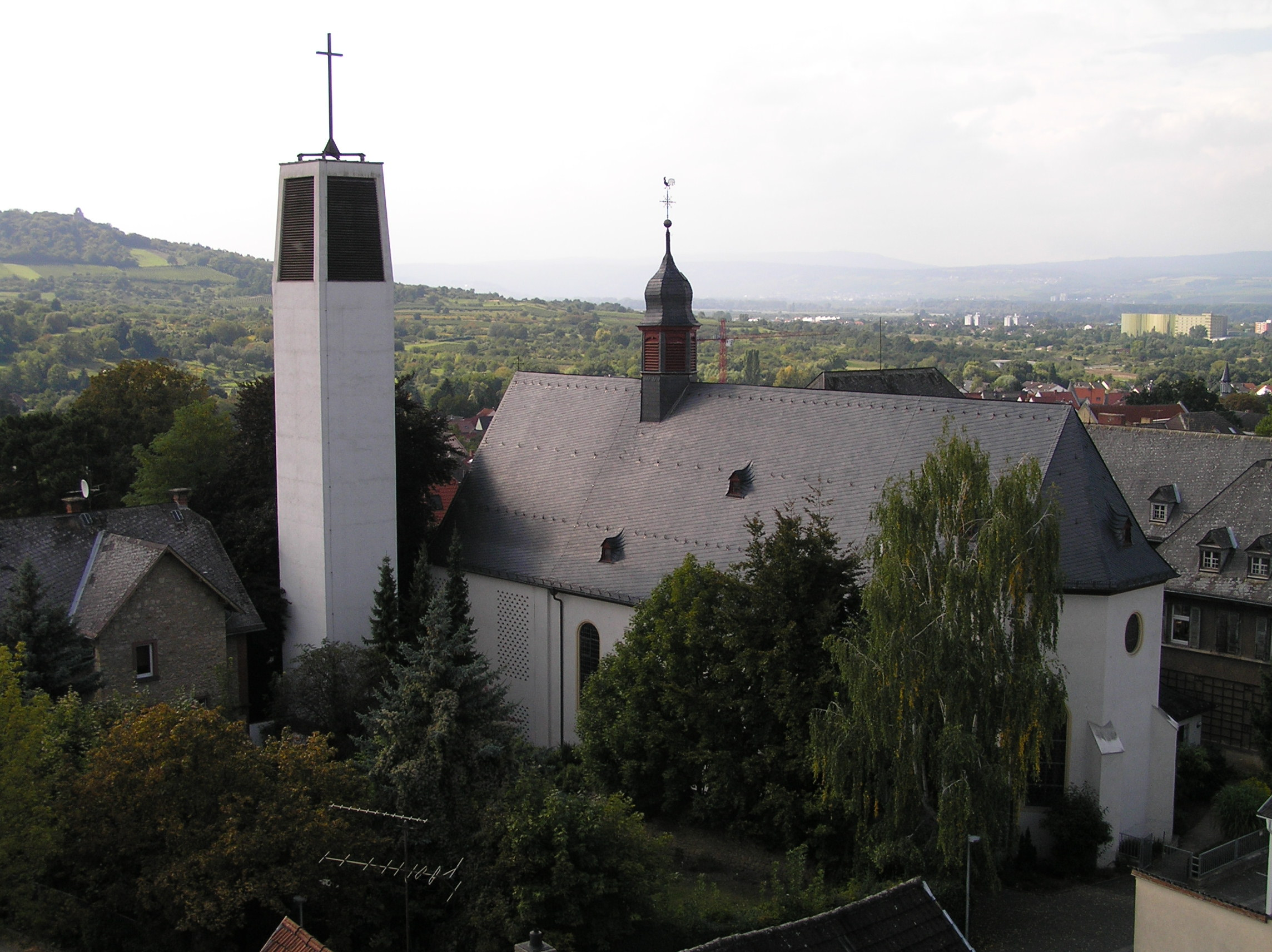
Kirche St. Michael vom Malakoffturm gesehen

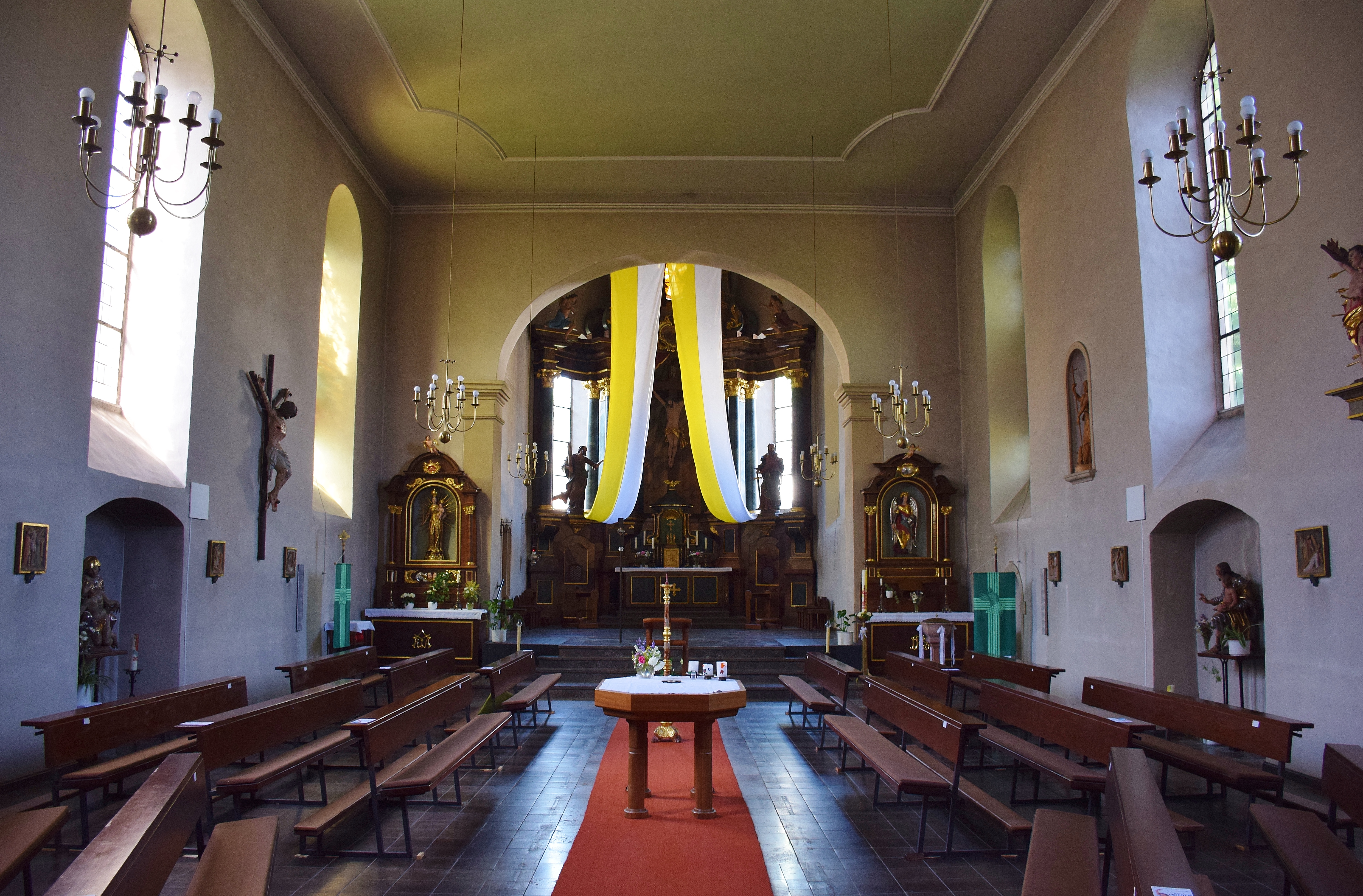
Innenraum der Kirche mit Blick auf den Chorraum

Die katholische Filialkirche St. Michael in Ingelheim-Süd ist ein nachreformatorischer Neubau und besteht seit dem Jahre 1721.

## Architektur
Die Kirche ist ein einschiffiger Hallenbau. Auffallendstes Merkmal ist die Trennung von Kirchenhaus und Glockenturm. Der Hochaltar aus dem Jahre 1747 ist ein Werk des Mainzer Schreiners Wolfgang Joseph Wieß. Im Chorgenick befinden sich zwei Seitenaltäre:
- Im Norden ein Mutter-Gottes-Altar.
- Im Süden ein dem Kirchenpatron St. Michael geweihter Altar.

Sehenswert ist insbesondere das sogenannte Pestkreuz an der Nordwand des Langhauses. Auffallend ist der Querbalken, der in spitzem Winkel auf den Längsbalken zuläuft. An diesem befindet sich der mit Pestbeulen übersäte gekreuzigte Christus. Das Original befindet sich heute im Diözesanmuseum in Mainz.

## Geschichte
Durch die relativ späte Einführung der Reformation in der Kurpfalz gab es bis dahin nur katholische Kirchen im Gebiet des heutigen Ingelheims. Nach den Wirren der Reformation und des Dreißigjährigen Krieges wurde die ehemals katholische St.-Wigbert-Kirche, die heutige Burgkirche, der reformierten Gemeinde zugesprochen. Dadurch entstand für die katholische Gemeinde die Notwendigkeit, ein eigenes Gotteshaus zu errichten.
Die Grundsteinlegung für die neue Kirche fand am 1. Mai 1721 in Anwesenheit des Kurfürsten Karl III. Philipp statt. Der Grundstein trägt die Inschrift:
ANO 1721 DE ITEN MAI / IST DER ERSTE G. STEIN IM / NAHMEN DER H. DRIFALT= / IGKEIT UND HRO. CHRFUR= /STL. DURCHL.C. P. UNSE= / RS GNDN HERRN, WIE AU= / CH IHRO HOCHW: GNADEN / GOTTO FRDUS LANGWERTH / V. SEIEN GELEGT WOR= / DEN JOH. PETER / LYON MAURER MEISTER
Am 8. Oktober 1767 wurde die Kirche durch den Mainzer Weihbischof Christoph Nebel geweiht, der am selben Tag auch die Weihe der ebenfalls neu erstanden Kirche St. Remigius in Nieder-Ingelheim vornahm.

## Glocken
Die Töne der Glocken sind auf das Geläut der benachbarten evangelischen Burgkirche abgestimmt.
|  | Ton  | Masse  | Inschrift |
|  | ges1 | 831 kg | Zu Ehren der Allerheiligsten Dreifaltigkeit; daß alle eins seien!                                               |
|  | as1  | 586 kg | Zu Ehren der seligsten Jungfrau Maria und aller Engel und Heiligen; ich glaube an die Gemeinschaft der Heiligen |
|  | b1   | 502 kg | Zu Ehren des Heiligen Erzengels Michaels; steh' uns bei im Kampfe!                                              |
|  | des2 | 279 kg | Zu Ehren des heiligen Josef - Gehet zu Josef!                                                                   |